# Szöllősy Piroska
Szöllősy Piroska, Szabó Julianna Leopoldina Piroska (Eger, 1839. január 11. (keresztelés) – ?, 1800-as évek vége) táncosnő. Szöllősy Szabó Lajos lánya, Szöllősy Szabó Róza nővére.

## Életútja
Kiskászonyi (Szőllősy) Szabó Lajos színész és Jankovits (Jankovics) Mária leánya. Édesapjától tanult táncolni, 1858 november havában lépett a pályára, Szabó Józsefnél. Vidéken játszott, apjával és testvérél lépett fel. 1861-ben a Budai Népszínházban nővérével, Rózával mutatták a Vasmegyei csárdást, amelyet édesapjuk koreografált, és hatalmas sikerük volt. Fővárosi szerződést azonban nem kapott, így vidéken játszott tovább mint szubrett. Győrben, Kolozsvárott és Egerben voltak sikerei. 1866. augusztus 29-én Pesten, a terézvárosi római katolikus plébánián házasságot kötött Várhidy Sándor színésszel. 1875-ben súlyos csapások érték, elhunyt a húga, Róza, majd férje, aki egykori a belgrádi szerb színházat igazgatta, elvesztette szeme világát. Ezért Szőllősy Piroska, nehéz sorsuk enyhítése céljából újsághirdetésben tánctanításra vagy munkavezetésre ajánlkozott bármely nőnevelő intézetben vagy lánytanodában. 1876-ban a Népszínház utca 3. szám, 1890-ben a Csömöri út 43. szám alatt lakott. Nagy szegénységben halt meg.
Gyermeke: Bácsvánszky Róza Mária Julianna (Pest, 1867. május 27. – ?).